# Helina rariciliata
Helina rariciliata är en tvåvingeart som beskrevs av Wu 1991. Helina rariciliata ingår i släktet Helina och familjen husflugor. Inga underarter finns listade i Catalogue of Life.